# Auto GP 2010
La stagione 2010 dell'Auto GP è la prima del neocostituito campionato di Auto GP, sorto sulle ceneri del campionato Euroseries 3000.
Il campionato inizia il 24 aprile sul Circuito di Brno, in Repubblica Ceca, il 24 aprile e termina il 3 ottobre a Monza, dopo 6 weekend di gare, per un totale di 12 prove.. Le gare dell'Auto GP avvengono in eventi motoristici dell'International GT Open e dell'European F3 Open. Anche nella prima stagione di questa serie, come nell'ultima dell'Euroseries 3000, lo sponsor principale è Partypoker.com.
L'ex pilota di Formula 1 Romain Grosjean vince il titolo piloti, mentre quello per le scuderie va alla francese DAMS.

## La pre-stagione

### Calendario
Inizialmente l'apertura era prevista a Imola, poi vi è stata una modifica del calendario, dovuta a motivazioni tecniche legate all'International GT Open, serie partner dell'Auto GP. Successivamente il campionato sarebbe dovuto partire all'Autódromo Internacional do Algarve, in Portogallo,  il 17 aprile, ma, a causa di problemi organizzativi in Portogallo, la gara inaugurale è stata spostata in Repubblica Ceca. La tappa prevista sul Circuito di Brands Hatch è stata poi spostata sul Circuito di Navarra, in Spagna.
| Gara | Gara | Circuito                             | Giri | Lunghezza          | Data         | Ora   | Supporto              |
| ---- | ---- | ------------------------------------ | ---- | ------------------ | ------------ | ----- | --------------------- |
| 1    | G1   | Circuito Masaryk, Brno               | 17   | 17x5,403=91,271 km | 25 aprile    | 11:00 |                       |
| 1    | G2   | Circuito Masaryk, Brno               | 13   | 13x5,403=70,239 km | 25 aprile    | 16:00 |                       |
| 2    | G1   | Autodromo Enzo e Dino Ferrari, Imola | 19   | 19x4,909=93,271 km | 22 maggio    | 14:45 | International GT Open |
| 2    | G2   | Autodromo Enzo e Dino Ferrari, Imola | 15   | 15x4,909=73,635 km | 23 maggio    | 12:50 | International GT Open |
| 3    | G1   | Circuito di Spa-Francorchamps        | 13   | 13x7,003=91,039 km | 26 giugno    | 9:55  | International GT Open |
| 3    | G2   | Circuito di Spa-Francorchamps        | 10   | 10x7,003=70,03 km  | 26 giugno    | 15:35 | International GT Open |
| 4    | G1   | Circuito di Nevers Magny-Cours       | 21   | 21x4,411=92,631 km | 10 luglio    | 14:30 | International GT Open |
| 4    | G2   | Circuito di Nevers Magny-Cours       | 16   | 16x4,411=70,576 km | 11 luglio    | 14:40 | International GT Open |
| 5    | G1   | Circuito di Navarra, Los Arcos       | 23   | 23x3,933=90,459 km | 25 settembre | 14:20 |                       |
| 5    | G2   | Circuito di Navarra, Los Arcos       | 18   | 18x3,933=70,794 km | 26 settembre | 11:35 |                       |
| 6    | G1   | Autodromo Nazionale Monza            | 16   | 16x5,793=92,688 km | 2 ottobre    | 14:40 | International GT Open |
| 6    | G2   | Autodromo Nazionale Monza            | 13   | 13x5,793=75,309 km | 3 ottobre    | 14:00 | International GT Open |

### Test
Inizialmente si sono svolti dei test il 17 e 18 novembre 2009 presso il Circuito di Magione. Successivamente la vettura è stata testata sul Circuito di Brno, nei giorni precedenti la prima gara.
| Circuito | Data      | Sessione         | Pilota più veloce | Tempo    |
| -------- | --------- | ---------------- | ----------------- | -------- |
| Brno     | 22 aprile | prima sessione   | Johnny Reid       | 1:44.635 |
| Brno     | 22 aprile | seconda sessione | Edoardo Piscopo   | 1:43.487 |
| Brno     | 22 aprile | terza sessione   | Edoardo Piscopo   | 1:43.141 |

## Piloti e Team
| Team                   | No.                  | Pilota               | Weekend |
| ---------------------- | -------------------- | -------------------- | ------- |
| DAMS                   | 1                    | Duncan Tappy         | Tutti   |
| DAMS                   | 2                    | Vladimir Arabadzhiev | 1       |
| DAMS                   | 2                    | Fabrizio Crestani    | 2       |
| DAMS                   | 2                    | Romain Grosjean      | 3-6     |
| DAMS                   | 3                    | Edoardo Piscopo      | Tutti   |
| Charouz Gravity Racing | 4                    | Tomáš Kostka         | 1       |
| Charouz Gravity Racing | 4                    | Stefano Coletti      | 2       |
| Charouz Gravity Racing | 4                    | Natacha Gachnang     | 3       |
| Charouz Gravity Racing | 4                    | Esteban Guerrieri    | 4       |
| Charouz Gravity Racing | 5                    | Walter Grubmüller    | 1-3     |
| Charouz Gravity Racing | 5                    | Alexander Sims       | 5-6     |
| Charouz Gravity Racing | 6                    | Jan Charouz          | Tutti   |
| Charouz Gravity Racing | 7                    | Adrien Tambay        | Tutti   |
| Super Nova Racing      | 8                    | Jonny Reid           | Tutti   |
| Super Nova Racing      | 9                    | Giorgio Pantano      | 1-3     |
| Super Nova Racing      | 9                    | Jake Rosenzweig      | 4       |
| Super Nova Racing      | 9                    | Luca Filippi         | 5-6     |
| Trident Racing         | 10                   | Omar Leal            | Tutti   |
| Trident Racing         | 11                   | Adrian Zaugg         | 1       |
| Trident Racing         | 11                   | Federico Leo         | 2, 6    |
| Trident Racing         | 11                   | Fabrizio Crestani    | 3-4     |
| RP Motorsport          | 12                   | Celso Miguez         | 1-4     |
| RP Motorsport          | 12                   | Giacomo Ricci        | 5       |
| RP Motorsport          | 12                   | Davide Valsecchi     | 6       |
| RP Motorsport          | 14                   | Stefano Bizzarri     | Tutti   |
| Team Lazarus           | 15                   | Fabio Onidi          | Tutti   |
| Euronova Racing        | 19                   | Luca Filippi         | 1-3     |
| Euronova Racing        | 19                   | Giorgio Pantano      | 4       |
| Durango                | 20                   | Giuseppe Cipriani    | 6       |
| Durango                | 21                   | Carlos Iaconelli     | Tutti   |
| Durango                | Giuseppe De Pasquale |                      |         |
| Ombra Racing           | 22                   | Giorgio Pantano      | 6       |
| EmiliodeVillota.com    |                      |                      |         |
|                        |                      |                      |         |
| Novo Team - Eca        |                      |                      |         |
|                        |                      |                      |         |

## Montepremi
Il campionato dispone di un montepremi di 1.200.000 Euro (200.000 per evento). Verrà ripartito tra i piloti a seconda dei risultati nella varie gare. Verrà fatta la somma dei punti ottenuti nelle due gare del weekend e il montepremi verrà assegnato ai primi sei. Al primo 80.000 euro, al secondo 50.000 euro, al terzo 30.000 euro, al quarto 15.000 euro, al quinto 15.000 euro, al sesto 10.000 euro.

## Formato del campionato
I weekend di gara prevedono che al sabato si svolgano due sessioni di prove libere da 30 minuti ciascuna, seguite da una sessione di prove di qualificazione, anch'essa di trenta minuti. Le gare si svolgono la domenica: gara 1 si svolge sulla durata di 40-45 minuti o sulla distanza di 90 chilometri, con un pit stop obbligatorio; gara 2 ha durata di 30-35 minuti e 70 km.

## Riassunto della stagione

### Weekend di Brno
Nel primo weekend stagionale, disputato a Brno nella Repubblica Ceca partecipano 16 piloti. In gara 1 il poleman Johnny Reid rimane fermo alla partenza e viene scavalcato subito dal gruppo. Anche l'altro pilota della Super Nova Racing, Giorgio Pantano, è stato eliminato da un incidente nelle fasi iniziali della gara, che ha anche comportato l'entrata della safety car.
Luca Filippi, potendo utilizzare un treno di gomme nuove in più, ha effettuato la sosta ai box al quarto giro, rimontando così varie posizioni fino alla testa della gara. Secondo è giunto Edoardo Piscopo, terzo l'altro italiano Fabio Onidi.
In gara 2 la vittoria si decide alla partenza col bulgaro Vladimir Arabadzhiev che brucia il poleman Adrian Zaugg e conserva il primato fino all'arrivo. Terzo giunge Edoardo Piscopo dopo una battaglia con Duncan Tappy, penalizzato da un drive-through per partenza anticipata, Fabio Onidi, ritirato per un guasto tecnico, e Adrien Tambay, uscito di pista. Attardato il vincitore della prima gara Filippi che fa segnare però il nuovo record sul giro in gara per il circuito ceco.

### Weekend di Imola
A Imola Luca Filippi stabilisce in prova il record della pista nella sua nuova configurazione. In gara 1 Filippi va subito nella via di fuga, pressato da Pantano, scattato bene al via tanto da passare Tambay. Passato da Pantano, Filippi va presto a cambiare le gomme, utilizzando la stessa strategia utilizzata nella gara 1 di Brno; questa volta però non riesce a riprendenre la testa della corsa che, dopo il valzer dei pitstop, è stata conquistata da Adrien Tambay.
I due piloti italiani sono protagonisti di un lungo duello per il secondo posto che però li penalizza entrambi negli ultimi giri. Filippi va nuovamente nella sabbia al giro 14 mentre Pantano, all'ultimo giro, nel tentativo di avvicinarsi al francese, va in testacoda. Entrambi finiscono nelle retrovie. A podio quindi, dietro al francese (che bissa la vittoria colta, sulla stessa pista, dal padre Patrick in Formula 1 nel Gran Premio di San Marino 1983), vi sono Edoardo Piscopo e Fabio Onidi.
Gara 2 è subito caratterizzata da un brutto incidente al via. Partono bene Miguez e Iaconelli, non Stefano Coletti che viene affiancato da Jonny Reid; a fianco dei due sopraggiunge rapido Fabio Onidi. Non c'è lo spazio per far passare tre vetture: il contatto è  inevitabile: Coletti e Reid si toccano, con la vettura del monegasco che sbanda sul lato coinvolgendo gli incolpevoli Luca Filippi ed Edoardo Piscopo. La vettura di Reid termina in mezzo alla pista, venendo tamponata da quella di  Walter Grübmuller. L'austriaco verrà portato all'ospedale per accertamenti, senza però che vengano accertate gravi conseguenze fisiche.
Viene fatta entrare la safety-car che guida il gruppo, ora composta da sole 10 vetture, per due giri. Carlos Iaconelli ne approfitta per seguire da vicino Miguez, e passarlo al quarto giro e andare così in testa. Celso Miguez ha dovuto poi subire la pressione costante di Duncan Tappy fino all'arrivo, riuscendo però a mantenere la seconda posizione.

### Weekend di Spa
A Spa fa il suo esordio nella categoria l'ex pilota di Formula 1 Romain Grosjean. Il pilota franco-svizzero conquista subito la pole e la vittoria in gara 1, dopo una serrata lotta con Luca Filippi. Filippi ha impensierito Grosjean fino alla sosta per il cambio gomme. Terzo un altro ex pilota di F1, Giorgio Pantano che, dopo aver passato Charouz al termine del lungo rettilineo del Kemmel, ha, a sua volta, pressato Filippi, prima di essere rallentato dopo il pit stop.
Charouz e Reid sono stati protagonisti di un'altra bella sfida, risolta a favore del neozelandese con un sorpasso alla Source.
In gara 2 è il brasiliano Carlos Iaconelli a scattare al palo, mentre Grosjean, che parte ottavo in forza della regola della griglia ribaltata rispetto alla classifica della gara 1, è subito autore di una grande partenza, in cui recupera quattro posizioni. Dopo la seconda Safety car, causata da un incidente alla Blanchimont tra Stefano Bizzarri e Celso Miguez, Grosjean passa all'ottavo giro Chaoruz, poi al nono Piscopo, insediandosi così al secondo posto e minacciando Iaconelli. Nel frattempo anche Charouz passava Piscopo. Nelle retrovie Filippi sorpassa negli ultimi giri Reid poi, con un sorpasso alla Bus stop, anche Pantano.
Iaconelli è comunque capace di resistere a Grosjean e di vincere per la seconda volta consecutiva in gara 2.

### Weekend di Magny-Cours
Nella gara 1 parte bene Adrien Tambay che dalla terza piazza è subito primo; dietro è invece cattiva la partenza di Romain Grosjean che si ritrova quarto; Duncan Tappy conquista la seconda posizione, che perde dopo i pitstop, in cui l'inglese commette un piccolo errore.
Grosjean, che ha anticipato la sosta, si ritrova così secondo, grazie a una bella serie di giri veloci. Nelle retrovie Fabio Onidi scavalca Esteban Guerrieri.
Quando la vittoria di Tambay sembra scritta un problema tecnico alla pompa della benzina lo costringe al ritiro a due tornate dal termine; via libera a Grosjean che vince per la seconda volta consecutiva gara 1.
In gara 2 è ancora una volta, la terza consecutiva, Carlos Iaconelli ad imporsi dopo essere partito dalla pole position. Il brasiliano resiste all'attacco di Jan Charouz all'inizio della gara, e riesce a mantenere il vantaggio sino all'arrivo. Il vincitore di gara 1, Grosjean, è stato protagonista di un incidente alla partenza, in cui ha colpito una vettura rimasta ferma sulla griglia, quella di Onidi. L'incidente ha anche costretto l'entrata della safety car.

### Weekend di Navarra
Nella prima gara s'impone il colombiano Omar Leal che scatta dalla pole e riesce a tenere dietro per tutta la gara il leader del campionato Edoardo Piscopo. Dopo il pit obbligatorio, fatto da Leal un giro dopo l'italiano, i due affrontano appaiati alcune curve ma il sudamericano resiste in prima posizione.
Anche la successiva safety car, entrata per togliere dalla pista la vettura di Tambay, non consente al pilota italiano di passare in testa alla gara. Terzo giunge Romain Grosjean che, dopo essere partito ottavo, grazie a un pit anticipato, è riuscito a trovare pista libera e imporre un ritmo veloce che gli ha consentito di scalare posizioni fino al podio.
Vengono penalizzati di 25 secondi sia Jan Charouz che Alexander Sims, mentre Carlos Iaconelli viene squalificato per aver provocato il ritiro di Fabrizio Onidi.
Nella seconda gara parte in prima posizione la svizzera Natacha Gachnang che però viene passata al termine del primo giro da Giacomo Ricci. Dietro parte male Johnny Reid, mentre Grosjean, da sesto, è subito quarto. Al giro ottavo Grosjean passa l'elevetica e al giro 14 anche Ricci, conquistando così la vetta della gara, che non lascia fino al termine.
Per la seconda piazza lotta tra Ricci e Jan Charouz, che partiva nono. L'italiano sconta l'usura degli pneumatici e viene passato dal ceco al giro 16. Un problema al cambio di Charouz consente a Ricci di ripassare; il ceco cerca nuovamente di sorpassare Ricci negli ultimi due giri di gara ma l'italiano resiste e termina secondo con soli 17 millesimi di vatanggio.
Con questa vittoria Grosjean si porta in testa al campionato, complice anche la penalizzazione con drive-through di Piscopo per un contatto con Leal. Il pilota romano giunge decimo, fuori dalla zona punti ma grazie al gpv ottiene un punto bonus.

### Weekend di Monza
Nella prima gara Romain Grosjean, leader del campionato, parte in pole ma un cattivo avvio lo fa retrocedere subito in terza posizione, dietro a Adrien Tambay e Fabrizio Onidi. Anche Duncan Tappy, l'altro pilota partente dalla prima fila, è autore di uno start non perfetto caratterizzato da un errore alla prima variante, che lo fa subito terocedere in quarta posizione.
Grosjean però è autore di una bella rimonta che lo porta secondo dopo il pit stop obbligatorio. l'ex pilota di Formula 1 poi attacca Tambay al giro 12 e lo passa con una manovra alla variante Ascari. Grosjean s'invola verso la vittoria, condita dal gpv, che gli consegna il titolo della categoria, visto anche il decimo posto di Edoardo Piscopo, secondo del campionato.
In gara 2 parte dalla pole Omar Leal che viene subito infilato da Luca Filippi e Jan Charouz. Dietro, Grosjean è autore di una bella rimonta che lo porta dopo pochi giri al quarto posto. A tre giri dal termine il francese passa anche Leal e agguanta il gradino basso del podio. Davanti Filippi controlla agevolmente e conquista la vittoria nell'ultima gara della stagione, dopo aver conquistato il primo posto anche in quella inaugurale.

## Risultati e classifiche

### Risultati
| Gara | Gara | Circuito    | Tempo     | Velocità    | Pole Position   | GPV              | Vincitore            | Team                   |
| ---- | ---- | ----------- | --------- | ----------- | --------------- | ---------------- | -------------------- | ---------------------- |
| 1    | G1   | Brno        | 32:28.658 | 142,32 km/h | Johnny Reid     | Luca Filippi     | Luca Filippi         | Euronova Racing        |
| 1    | G2   | Brno        | 22:58.445 | 183,44 km/h |                 | Luca Filippi     | Vladimir Arabadzhiev | DAMS                   |
| 2    | G1   | Imola       | 30:47.566 | 181,74 km/h | Luca Filippi    | Giorgio Pantano  | Adrien Tambay        | Charouz-Gravity Racing |
| 2    | G2   | Imola       | 26:09.983 | 168,85 km/h |                 | Carlos Iaconelli | Carlos Iaconelli     | Durango                |
| 3    | G1   | Spa         | 27:43.609 | 197,01 km/h | Romain Grosjean | Romain Grosjean  | Romain Grosjean      | DAMS                   |
| 3    | G2   | Spa         | 24:42.662 | 170,04 km/h |                 | Romain Grosjean  | Carlos Iaconelli     | Durango                |
| 4    | G1   | Magny-Cours | 31:50.336 | 174,56 km/h | Romain Grosjean | Romain Grosjean  | Romain Grosjean      | DAMS                   |
| 4    | G2   | Magny-Cours | 25:55.458 | 163,34 km/h |                 | Adrien Tambay    | Carlos Iaconelli     | Durango                |
| 5    | G1   | Navarra     | 36:59.514 | 146,72 km/h | Omar Leal       | Omar Leal        | Omar Leal            | Trident Racing         |
| 5    | G2   | Navarra     | 26:56.584 | 157,65 km/h |                 | Edoardo Piscopo  | Romain Grosjean      | DAMS                   |
| 5    | G1   | Monza       | 26:49.452 | 207,32 km/h | Romain Grosjean | Romain Grosjean  | Romain Grosjean      | DAMS                   |
| 5    | G2   | Monza       | 21:13.694 | 212,86 km/h |                 | Luca Filippi     | Luca Filippi         | Super Nova Racing      |

### Classifica Piloti
I punti sono assegnati secondo lo schema seguente:
| Sistema di punteggio | Sistema di punteggio | Sistema di punteggio | Sistema di punteggio | Sistema di punteggio | Sistema di punteggio | Sistema di punteggio | Sistema di punteggio | Sistema di punteggio | Sistema di punteggio | Sistema di punteggio |
| Posizione            | 1°                   | 2°                   | 3°                   | 4°                   | 5°                   | 6°                   | 7°                   | 8°                   | Pole                 | GPV                  |
| -------------------- | -------------------- | -------------------- | -------------------- | -------------------- | -------------------- | -------------------- | -------------------- | -------------------- | -------------------- | -------------------- |
| Gara 1               | 10                   | 8                    | 6                    | 5                    | 4                    | 3                    | 2                    | 1                    | 1                    | 1                    |
| Gara 2               | 6                    | 5                    | 4                    | 3                    | 2                    | 1                    |                      |                      |                      | 1                    |

La griglia di partenza di gara 2 è determinata sulla base della classifica di gara 1. I primi otto vengono determinati con inversione di classifica. Chi parte in pole in gara 2 non ottiene il punto bonus.
| Pos | Pilota               | BRN FEA | BRN SPR | IMO FEA | IMO SPR | SPA FEA | SPA SPR | MAG FEA | MAG SPR | NAV FEA | NAV SPR | MON FEA | MON SPR | Punti |
| --- | -------------------- | ------- | ------- | ------- | ------- | ------- | ------- | ------- | ------- | ------- | ------- | ------- | ------- | ----- |
| 1   | Romain Grosjean      |         |         |         |         | 1       | 2       | 1       | Rit     | 3       | 1       | 1       | 3       | 58    |
| 2   | Edoardo Piscopo      | 2       | 3       | 2       | Rit     | 6       | 4       | 7       | 3       | 2       | 10      | 10      | 6       | 42    |
| 3   | Duncan Tappy         | 5       | 11      | 4       | 3       | Rit     | 9       | 2       | 4       | 4       | 4       | 4       | 11      | 37    |
| 4   | Jan Charouz          | 4       | 6       | Rit     | 6       | 5       | 3       | 5       | 2       | 9       | 3       | 6       | 2       | 36    |
| 5   | Luca Filippi         | 1       | 13      | 12      | Rit     | 2       | 5       |         |         | 7       | Rit     | 7       | 1       | 34    |
| 6   | Adrien Tambay        | 6       | Rit     | 1       | 4       | Rit     | 10      | 14      | 10      | Rit     | 5       | 2       | 5       | 29    |
| 7   | Carlos Iaconelli     | Rit     | 8       | 6       | 1       | 8       | 1       | 8       | 1       | SQ      | 9       | 13      | Rit     | 24    |
| 8   | Fabio Onidi          | 3       | Rit     | 3       | Rit     | 9       | 12      | 3       | Rit     | 12      | 8       | 3       | 9       | 24    |
| 9   | Omar Leal            | 10      | 4       | Rit     | 8       | 7       | Rit     | 9       | 7       | 1       | Rit     | 8       | 4       | 21    |
| 10  | Jonny Reid           | 13      | 7       | 5       | Rit     | 4       | 7       | 10      | 6       | 5       | 6       | Rit     | 14      | 16    |
| 11  | Vladimir Arabadzhiev | 7       | 1       |         |         |         |         |         |         |         |         |         |         | 8     |
| 12  | Giacomo Ricci        |         |         |         |         |         |         |         |         | 6       | 2       |         |         | 8     |
| 13  | Giorgio Pantano      | Rit     | 9       | 11      | 9       | 3       | 6       | 13      | 11      |         |         | 12      | Rit     | 8     |
| 14  | Celso Míguez         | 11      | 10      | 8       | 2       | 10      | Rit     | 11      | 8       |         |         |         |         | 6     |
| 15  | Adrian Zaugg         | 8       | 2       |         |         |         |         |         |         |         |         |         |         | 6     |
| 16  | Federico Leo         |         |         | 9       | 5       |         |         |         |         |         |         | 5       | 7       | 6     |
| 17  | Jake Rosenzweig      |         |         |         |         |         |         | 4       | 12      |         |         |         |         | 5     |
| 18  | Esteban Guerrieri    |         |         |         |         |         |         | 6       | 5       |         |         |         |         | 5     |
| 19  | Walter Grubmüller    | 9       | 5       | Rit     | Rit     | NP      | NP      |         |         |         |         |         |         | 2     |
| 20  | Stefano Coletti      |         |         | 7       | Rit     |         |         |         |         |         |         |         |         | 2     |
| 21  | Natacha Gachnang     |         |         |         |         | 12      | 11      |         |         | 8       | 7       | 15      | 10      | 1     |
| 22  | Fabrizio Crestani    |         |         | Rit     | 7       | 11      | 8       | NP      | NP      |         |         |         |         | 0     |
| 23  | Davide Valsecchi     |         |         |         |         |         |         |         |         |         |         | 11      | 8       | 0     |
| 24  | Stefano Bizzarri     | 12      | 12      | 10      | 10      | 13      | Rit     | 12      | 9       | 10      | 11      | 14      | 12      | 0     |
| 25  | Alexander Sims       |         |         |         |         |         |         |         |         | 11      | Rit     | 9       | 15      | 0     |
| 26  | Giuseppe Cipriani    |         |         |         |         |         |         |         |         |         |         | 16      | 13      | 0     |
|     | Tomáš Kostka         | NP      | NP      |         |         |         |         |         |         |         |         |         |         | 0     |
| Pos | Pilota               | BRN FEA | BRN SPR | IMO FEA | IMO SPR | SPA FEA | SPA SPR | MAG FEA | MAG SPR | NAV FEA | NAV SPR | MON FEA | MON SPR | Punti |

| Colore  | Risultato             |
| ------- | --------------------- |
| Oro     | Vincitore             |
| Argento | 2º posto              |
| Bronzo  | 3º posto              |
| Verde   | Finito a punti        |
| Blu     | Finito senza punti    |
| Viola   | Ritirato (Rit)        |
| Viola   | Non classificato (NC) |
| Rosso   | Non qualificato (NQ)  |
| Nero    | Squalificato (SQ)     |
| Bianco  | Non partito (NP)      |
| Bianco  | Non ha gareggiato     |
| Bianco  | Infortunato (INF)     |
| Bianco  | Escluso (ES)          |
| Bianco  | Gara cancellata (C)   |

### Classifica Team
| Pos | Team                   | Vettura | BRN FEA | BRN SPR | IMO FEA | IMO SPR | SPA FEA | SPA SPR | MAG FEA | MAG SPR | NAV FEA | NAV SPR | MON FEA | MON SPR | Punti |
| --- | ---------------------- | ------- | ------- | ------- | ------- | ------- | ------- | ------- | ------- | ------- | ------- | ------- | ------- | ------- | ----- |
| 1   | DAMS                   | A       | 2       | 1       | 2       | 3       | 1       | 2       | 1       | 3       | 2       | 1       | 1       | 3       | 135   |
| 1   | DAMS                   | B       | 5       | 3       | 4       | 7       | 6       | 4       | 2       | 4       | 3       | 4       | 4       | 6       | 135   |
| 2   | Charouz-Gravity Racing | A       | 4       | 5       | 1       | 4       | 5       | 3       | 5       | 2       | 8       | 3       | 2       | 2       | 74    |
| 2   | Charouz-Gravity Racing | B       | 6       | 6       | 7       | 6       | 12      | 10      | 6       | 5       | 9       | 5       | 6       | 5       | 74    |
| 3   | Super Nova Racing      | A       | 13      | 7       | 5       | 9       | 3       | 6       | 4       | 6       | 5       | 6       | 7       | 1       | 40    |
| 3   | Super Nova Racing      | B       | Rit     | 9       | 11      | Rit     | 4       | 7       | 10      | 12      | 7       | Rit     | Rit     | 14      | 40    |
| 4   | Trident Racing         | A       | 8       | 2       | 9       | 5       | 7       | 8       | 9       | 7       | 1       | Rit     | 5       | 4       | 33    |
| 4   | Trident Racing         | B       | 10      | 4       | Rit     | 8       | 11      | Rit     | NP      | NP      |         |         | 8       | 7       | 33    |
| 5   | Durango                | A       | Rit     | 8       | 6       | 1       | 8       | 1       | 8       | 1       | SQ      | 9       | 13      | 13      | 24    |
| 5   | Durango                | B       |         |         |         |         |         |         |         |         |         |         | 16      | Rit     | 24    |
| 6   | Team Lazarus           | A       | 3       | Rit     | 3       | Rit     | 9       | 12      | 3       | Rit     | 12      | 8       | 3       | 9       | 24    |
| 7   | Euronova Racing        | A       | 1       | 13      | 12      | Rit     | 2       | 5       | 13      | 11      |         |         |         |         | 23    |
| 8   | RP Motorsport          | A       | 11      | 10      | 8       | 2       | 10      | Rit     | 11      | 8       | 6       | 2       | 11      | 8       | 14    |
| 8   | RP Motorsport          | B       | 12      | 12      | 10      | 10      | 13      | Rit     | 12      | 9       | 10      | 11      | 14      | 12      | 14    |
| 9   | Ombra Racing           | A       |         |         |         |         |         |         |         |         |         |         | 12      | Rit     | 0     |
| Pos | Team                   | Vettura | BRN FEA | BRN SPR | IMO FEA | IMO SPR | SPA FEA | SPA SPR | MAG FEA | MAG SPR | NAV FEA | NAV SPR | MON FEA | MON SPR | Punti |

| Colore  | Risultato             |
| ------- | --------------------- |
| Oro     | Vincitore             |
| Argento | 2º posto              |
| Bronzo  | 3º posto              |
| Verde   | Finito a punti        |
| Blu     | Finito senza punti    |
| Viola   | Ritirato (Rit)        |
| Viola   | Non classificato (NC) |
| Rosso   | Non qualificato (NQ)  |
| Nero    | Squalificato (SQ)     |
| Bianco  | Non partito (NP)      |
| Bianco  | Non ha gareggiato     |
| Bianco  | Infortunato (INF)     |
| Bianco  | Escluso (ES)          |
| Bianco  | Gara cancellata (C)   |